# Selmnau
Selmnau (mundartlich: Selmnau oder Selmnə) ist ein Gemeindeteil der Gemeinde Wasserburg im Landkreis Lindau (Bodensee) in Bayern.

## Geographie

### Lage
Das Dorf liegt auf einem sanften Südhang im Nordwesten des Gemeindegebietes von Wasserburg und an der Landesgrenze zu Baden-Württemberg auf der Gemarkung Hege. Die nächstgelegenen Orte sind Hattnau und der Kressbronner Gemeindeteil Retterschen.

## Geschichte
Selmnau wurde erstmals urkundlich in der ersten Hälfte des 14. Jahrhunderts erwähnt. Der Ortsname stammt vermutlich vom Personennamen Selbo oder vom mittelhochdeutschen Wort selbin für Salbei ab. Die Ortsnamensendung -au bedeutet Landschaft.
Selmnau war bis 1971 ein Teil der Gemeinde Hege. Diese wurde am 1. Januar 1972 nach Wasserburg eingemeindet.

## Baudenkmäler

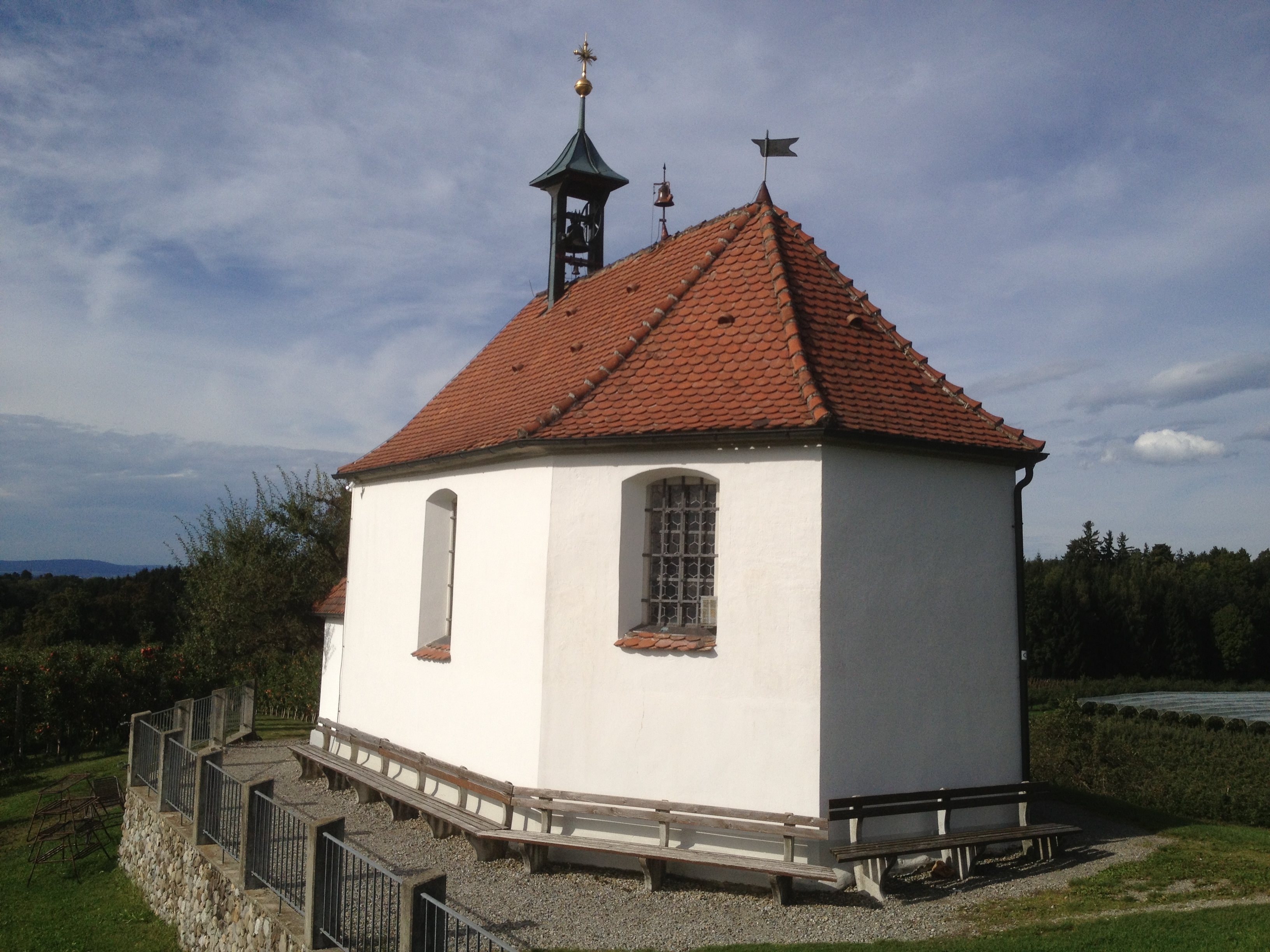
St. Antonius

Das Dorf ist bekannt für seine Antoniuskapelle, eine ehemalige Einsiedelei. In ihrer heutigen Form entstand die Kapelle in barockem Stil im Jahr 1696. Zur Ausstattung gehören eine gotische Madonnenfigur und mehrere barocke Skulpturen. Die Kapelle steht auf einem Moränenhügel, der einen weiten Ausblick über den Bodensee bietet. Die Kapelle ist Station des durch das Dorf verlaufenden Oberschwäbischen Jakobswegs von Ulm bzw. Brochenzell nach Nonnenhorn.